# Gare de Laforest
Pour les articles homonymes, voir Gare de Forest.
La  gare de Laforest à Laforest (Ontario) dans le District de Sudbury est desservie par Le Canadien de Via Rail Canada.